# Megumi (manzana)
Megumi (en japonés: めぐみ) es el nombre de una variedad cultivar de manzano (Malus domestica). 
Un híbrido de manzana del cruce de 'Ralls Janet' x 'Jonathan'. Criado en 1931 en la "Estación Experimental de Manzanas de Aomori" Japón. Fue introducido en las redes comerciales en 1948. Las frutas tienen una pulpa firme y crujiente con un sabor subácido. Tolera la zona de rusticidad delimitada por el departamento USDA, de nivel 5.

## Sinonimia
- "Hoe"

## Historia
'Megumi' es una variedad de manzana, híbrido del cruce de 'Ralls Janet' x 'Jonathan'. Desarrollado y criado a partir de Parental-Madre 'Ralls Janet' mediante una polinización por Parental-Padre la variedad 'Jonathan'. Criado en 1931 en la "Estación Experimental de Manzanas de Aomori" Japón. Fue introducido en las redes comerciales en 1948.
'Megumi' está cultivada en diversos bancos de germoplasma de cultivos vivos tales como en National Fruit Collection (Colección Nacional de Fruta) de Reino Unido con el número de accesión: 1953-004 y Nombre Accesión : Megumi.

## Características
'Megumi' árbol de extensión erguida, de vigor moderadamente vigoroso, portador de espuela. Tiene un tiempo de floración que comienza a partir del 8 de mayo con el 10% de floración, para el 14 de mayo tiene una floración completa (80%), y para el 21 de mayo tiene un 90% caída de pétalos. Presenta vecería. La fruta crece en racimos.
'Megumi' tiene una talla de fruto de pequeño a mediano; forma oblongo, a menudo acanalado en las caras, altura 58.00mm, y anchura 57.00mm; con nervaduras débiles, y corona muy débil; epidermis tiende a ser dura con color de fondo amarillo blancuzco, con un sobre color naranja, importancia del sobre color de medio a alta, y patrón del sobre color rayas / chapa, presentando un lavado rojo y rayas que cubren más de la mitad de la superficie, "russeting" (pardeamiento áspero superficial que presentan algunas variedades) muy bajo; cáliz pequeño y cerrado con hojas largas, asentado en una cuenca ancha y de profundidad media; pedúnculo media y delgado, colocado en una cavidad profunda y estrecha que puede ser ligeramente tostada; carne de color crema, de grano grueso, firme. Sabor jugoso y muy dulce, con un sabor ligeramente meloso. Postgusto ligeramente amargo.
Su tiempo de recogida de cosecha se inicia a finales de octubre. Se mantiene bien durante dos meses en cámara frigorífica.

## Usos
Una excelente manzana para comer en postre de mesa.

## Ploidismo
Diploide, auto estéril. Grupo de polinización: E, Día 18.

## Vulnerabilidades
Es susceptible a la Mancha amarga.